# Cordón Sikorsky
Cordón Sikorsky är en bergstopp i Antarktis. Den ligger i Västantarktis. Argentina, Chile och Storbritannien gör anspråk på området. Toppen på Cordón Sikorsky är 1 300 meter över havet, eller 47 meter över den omgivande terrängen. Bredden vid basen är 11,8 km.
Terrängen runt Cordón Sikorsky är varierad. Cordón Sikorsky är den högsta punkten i trakten. Trakten är obefolkad. Det finns inga samhällen i närheten.